# Gnophos praestigiaria
Gnophos praestigiaria là một loài bướm đêm trong họ Geometridae.